# Jean-Baptiste Stuck
Pour les articles homonymes, voir Stuck.
Jean-Baptiste Stuck (rarement orthographié Stouck), dit Batistin, Baptistin, Baptistain ou Battistin est un compositeur baroque né à Livourne en Italie le 6 mai 1680 et mort à Paris le 8 décembre 1755. Tirant toutefois ses origines d’Allemagne, violoncelliste virtuose, il est l’un des premiers à faire connaître son instrument en France.

## Biographie

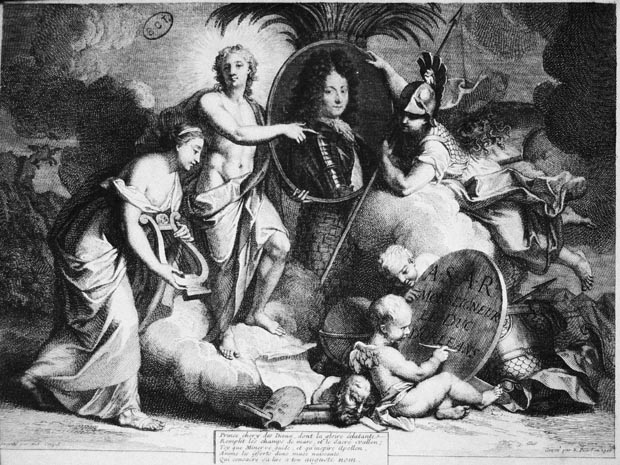
Frontispice du premier livre de cantates de Stuck.

Il est fils du négociant Giovanni-Giacomo Stuck et de Barbera Hellerbech. Le début de sa vie reste mal connu mais on sait qu'il est au service de la comtesse de Lemos à Naples en 1702. Il participe également à la refonte de L'inganno innocente, opéra de Tomaso Albinoni composé en 1701, représenté théâtre San Bartolomeo de Naples sous le nouveau titre de Rodrigo in Algieri le 10 décembre 1702.
Stuck semble être arrivé à Paris peu de temps après car l’un de ses airs est présent dans l’un des recueils de Ballard, « pour l’année 1701 », toutefois publié en 1705[réf. nécessaire]. S’exerçant dans l’entourage du prince de Carignan, il intègre le cercle du futur Régent, en devenant officiellement « ordinaire de la musique du duc d’Orléans » en 1707. Il y développe la musique italienne que ce prince affectionne et publie son premier livre de cantates françaises en septembre 1706, quelques mois après Jean-Baptiste Morin (janvier). Comme lui, Stuck dédie le recueil à son protecteur, Philippe d'Orléans. Deux ans plus tard, son second livre verra le jour, puis deux opéras "tragédies lyriques", Méléagre, livret de François-Antoine Jolly (1709) et Manto la fée, livret de Mennesson, donnés tous deux en 1711, sans grand succès. C’est son Polydore, livret de Jean-Louis Ignace de la Serre (1720) qui lui offrira une certaine reconnaissance grâce à sa reprise en 1739.
Stuck édite entre-temps son troisième (1711) puis son quatrième livre de cantates (1714) et semble avoir toujours été en contact avec sa ville natale car, en 1715, son opéra seria Il Gran Cid est joué à Livourne. On lui prête même un séjour chez l’électeur de Bavière en 1714 avant de revenir en France et d’épouser, le 17 novembre 1727, l’une des filles de Jean Bérain père, « dessinateur du Cabinet et de la Chambre du Roy », Bonne-Françoise Bérain. Il devient ainsi l’ami et le beau-frère de Pascal Collasse, également uni à l’une des filles Bérain... Son amitié avec André Campra est aussi attestée.
Une précision, sous le titre de L’Amour vengé (deuxième cantate de son quatrième livre), révèle qu’elle avait été écrite sur un texte de « Monsieur de Seré » (Jean de Serré de Rieux). Stuck était également proche du compositeur Jean-Baptiste Morin, très lié avec le poète. Le texte de la cantate suivante, Diane, de Louis Fuzelier, a été mis en musique par les deux musiciens (cf. Le Sommeil de l'Amour, de Morin, Œuvre VIe, 1712) et Philomèle (publiée par Stuck dans son premier livre en 1706) l'avait été par les deux hommes, vers 1704.
Naturalisé français en 1733, il est « ordinaire de la musique du roi » dès 1715. Le 15 décembre 1718, « sa majesté [...] accorde au S. Jean Baptiste Stuck la somme de cinq cents livres de pension annuelle, en considération de l’employ qu’il fera des talens qu’il a pour la musique du theatre [...] veut et ordonne [...] qu’il soit payé [...] tant et si longuement qu’il demeurera dans le royaume ».

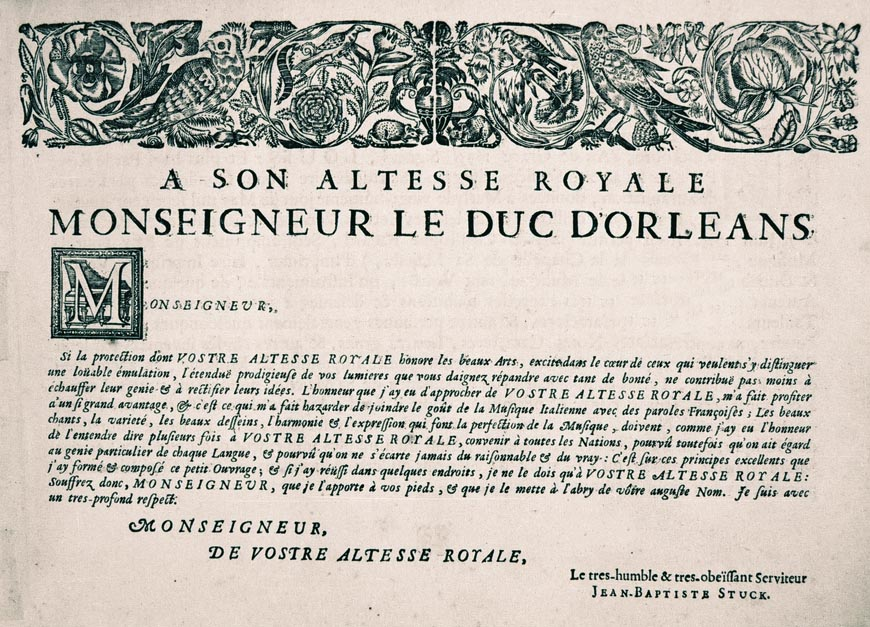
Premier livre de cantates de Stuck - dédicace au Régent

Il se consacre dès lors à sa carrière de concertiste et est présent au Concert Spirituel où sont jouées quatre de ses cantates ainsi que son divertissement L’Union de la musique italienne et française, reprenant à son compte le vœu de Couperin. Les 24 et 25 décembre 1728, il s’illustre dans un trio aux côtés du violoniste Jean-Pierre Guignon et du flûtiste Michel Blavet.
À la mort de sa femme, sans enfants, il connaît quelques déboires financiers mais son inventaire après décès témoigne de sa culture et de ses goûts : aux côtés de 178 tableaux et de 320 livres on note des partitions italiennes notamment, des cantates et opéras manuscrits, « un violon de chelle [sic pour violoncelle] avec son archet dans un etuy de bois peint, un autre violon de chelle également avec son archet » ainsi qu’une basse de violon et quatre violons.

## Réception
Dans son Recueil de cantates, Bachelier n’est pas tendre avec les œuvres lyriques de Stuck : « Lorsque Mr. Batistin a donné son opera Méleagre, il est tombé ; celui de Manto la Fée, & le dernier intitulé Polidore, n’ont pas eû un meilleur succès. » Il l’excuse toutefois en invoquant certaines minauderies : « Tant que le Parterre. ne pourra faire chorus dans les petits Airs détâchez, qui se chantent dans les Operas, ils tomberont toûjours. »
D’Aquin de Château-Lyon. jugera que « M. Baptistin passe à juste titre pour le rival de Clérambault ».
Enfin, Bachelier lui reconnaît cependant du mérite : « Les cantates qu’il a mises au jour lui font un honneur infini ; celles de son premier livre, quoique le Récitatif n’en soit pas tout à fait François, ont été goûtée par les connoisseurs, particulièrement sa Philomèle, & les François se sont familiarisez avec ces Recits, quelques durs qu’ils les trouvassent d’abord, & se sont fait un plaisir d’exécuter les Cantates de cet habile Compositeur, comme La Naissance d’Achille, Mars Jaloux, la Prise de Lérida, Héraclite et Démocrite, en un mot, toutes celles que nous avons de lui jusqu’à présent. »
Jean-Jacques Rousseau appréciait ses cantates. Il évoque celle intitulée Les Bains de Thoméry dans le quatrième livre des Confessions.